# The Somnambulist (film 1908)
The Somnambulist è un cortometraggio muto del 1908. Il nome del regista non viene riportato nei credit.

## Produzione
Il film fu prodotto dalla Essanay Film Manufacturing Company.

## Distribuzione
Il cortometraggio - della lunghezza di 251 metri - uscì nelle sale cinematografiche USA il 2 dicembre 1908. Nelle proiezioni, veniva programmato con il sistema dello split reel, accorpato in un'unica bobina con un altro cortometraggio della Essanay, la commedia An Obstinate Tooth, diretta da Gilbert M. 'Broncho Billy' Anderson.